# Hidroelektrana Churchill Falls
Hidroelektrana Churchill Falls je hidroelektrana smještena na rijeci Churchill, u kanadskoj pokrajini Newfoundland i Labrador. Brana se sastoji od 88 nasutih kamenih nasipa i duga je 64 km. Umjetno jezero Smallwood ima površinu 5.698 km2. 
U podzemnoj strojarnici se nalazi 11 vodnih turbina s instaliranom snagom 5.428 MW, što ovu hidroelektranu svrstava na deveto mjesto u svijetu, i drugu u Kanadi, iza hidroelektrane Robert Bourassa. Tlačna visina ili maksimalni raspoloživi vodeni pad je 312,4 m. Godišnja proizvodnja struje je oko 35.000 GWh. Interesantno je da su rotori Francisovih turbina napravljeni od nehrđajućeg čelika, što predstavlja najveći ikad napravljen odljevak od nehrđajućeg čelika u svijetu, težak 73 tone.

## Povijest
Prve ideje da se sagradi hidroelektrana na rijeci Churchill, čiji je slijev veličine Irske, su se pojavile još 1915. godine. 1949. je premijer Newfoundlanda izrazio veliku želju za gradnju hidroelektrane, pa je razgovarao i s britanskim premijerom Winstonom Churchillom. Problem je bio u tome što nije bilo u to vrijeme velikih potrošača električne struje u blizini, pa se odlučilo graditi topionice aluminija i postrojenje za obogaćenje urana.
Nakon godina pregovaranja, gradnja je pokrenuta 1967. Počelo se s gradnjom podzemne strojarnice, koju je trebalo iskopati u granitnoj stijeni, dužine oko 300 m, i s kamenim nasipima, dužine oko 64 km. U to vrijeme to je bio najveći građevinski projekt u Sjevernoj Americi. Dogovor je napravljen i sa starosjediocima Labradora Montagnais, jer je umjetno jezero pokrilo njihovo tradicionalno područje za lov. Na gradilištu je radilo u prosjeku 6.300 radnika. Gradnja je završila 1974.